# Parancistrocerus dorsonotatus
Parancistrocerus dorsonotatus är en stekelart som först beskrevs av Fox 1902.  Parancistrocerus dorsonotatus ingår i släktet Parancistrocerus och familjen Eumenidae. Inga underarter finns listade i Catalogue of Life.